# イリヤ・マルコフ
イリヤ・マルコフ（Илья Владиславович Марков、Ilya Vladislavovich Markov、1972年7月19日 - ）はロシアの陸上競技選手。専門は競歩。スヴェルドロフスク州アスベスト（Asbest）出身。1996年アトランタオリンピック男子20km競歩銀メダリスト。2000年シドニーオリンピック、2008年北京オリンピック男子20km競歩ロシア代表に選ばれたほか、1999年世界陸上競技選手権セビリア大会20km競歩優勝、2001年世界陸上競技選手権エドモントン大会20km競歩2位をはじめとする成績を残した。その他1998年グッドウィルゲームズ20km競歩で優勝した。身長178cm、体重65kg。

## 主な戦績
| 年度 | 大会名                         | 開催地                      | 種目   | 順位 |
| ---- | ------------------------------ | --------------------------- | ------ | ---- |
| 1990 | 世界ジュニア陸上競技選手権大会 | プロヴディフ                | 10000m | 優勝 |
| 1995 | 世界陸上競技選手権大会         | イェーテボリ                | 20 km  | 4位  |
| 1996 | オリンピック                   | アトランタ                  | 20 km  | 2位  |
| 1997 | IAAFワールドカップ競歩         | ポジェブラディー            | 20 km  | 3位  |
| 1997 | ユニバーシアード               | カターニャ                  | 20 km  | 優勝 |
| 1998 | ヨーロッパ陸上競技選手権大会   | ブダペスト                  | 20 km  | 優勝 |
| 1999 | 世界陸上競技選手権大会         | セビリア                    | 20 km  | 優勝 |
| 1999 | IAAFワールドカップ競歩         | カルヴァドス県Mézidon-Canon | 20 km  | 7位  |
| 2000 | オリンピック                   | シドニー                    | 20 km  | 15位 |
| 2001 | 世界陸上競技選手権大会         | エドモントン                | 20 km  | 2位  |
| 2003 | 世界陸上競技選手権大会         | パリ                        | 20 km  | 8位  |
| 2005 | 世界陸上競技選手権大会         | ヘルシンキ                  | 20 km  | 失格 |
| 2007 | 世界陸上競技選手権大会         | 大阪                        | 20 km  | 9位  |
| 2008 | オリンピック                   | 北京                        | 20 km  | 17位 |

## 記録
- 10000m競歩 - 39分13秒60（2004年）
- 10km競歩 - 38分21秒（2006年）
- 20km競歩 - 1時間18分17秒（2005年）

## 参考資料・外部リンク
- イリヤ・マルコフ - ワールドアスレティックスのプロフィール（英語）
- イリヤ・マルコフ - Olympedia（英語）